# 1734년 영국 총선
지지율이 더욱 하락한 휘그당 정부는 의석수가 꽤 줄지만, 여전히 과반을 유지한다. 애국휘그당은 코뱀이 이끄는 월폴 반대파의 합류로 세를 늘린다

## 선거 결과
| 정당       | 의석 수 |
| ---------- | ------- |
| 휘그당     | 330     |
| 토리당     | 145     |
| 애국휘그당 | 83      |
| 합계       | 558석   |